# Friedensdemonstration in Den Haag 1983

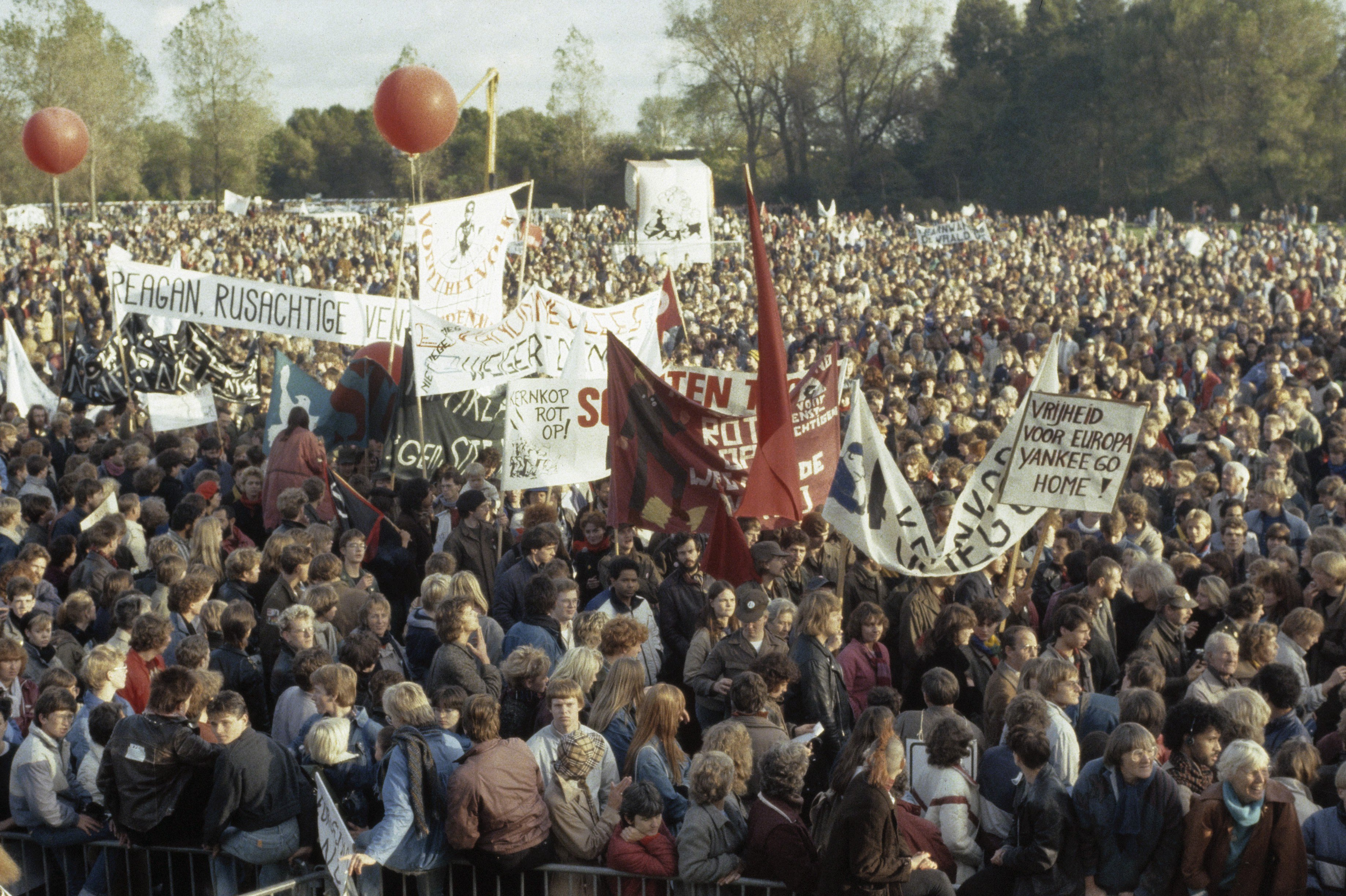
Anti-Kernwaffendemonstration in Den Haag

Die Friedensdemonstration in Den Haag (Bezeichnung in den Niederlanden: „Antikernwapendemonstratie“) war eine Demonstration der niederländischen Friedensbewegung am 29. Oktober 1983, an der etwa 550.000 Menschen teilnahmen.
Die Veranstaltung stand unter dem Motto „Keine neuen Atomwaffen in Europa“. Die niederländische Regierung wurde aufgefordert, sich vom NATO-Doppelbeschluss aus dem Jahr 1979 loszusagen.
Die Veranstaltung gilt bis heute als die größte Demonstration in den Niederlanden überhaupt.

## Hintergrund
Der NATO-Doppelbeschluss vom 12. Dezember 1979 sah vor 572 Marschflugkörper in der Bundesrepublik Deutschland, in Großbritannien, in Italien, in den Niederlanden sowie in Belgien zu stationieren. In den Niederlanden sollten 48 Marschflugkörper des Typs BGM-109G Gryphon auf dem Militärflugplatz Woensdrecht stationiert werden. Die Vereinigten Staaten beabsichtigten mit diesen Stationierungen eine Modernisierung des  NATO-Waffenarsenals und zudem ein Zeichen der Stärke gegenüber der Stationierung von SS-20-Raketen in der UdSSR zu zeigen.
In der Regierung war man sich uneins und schob, zum Unmut der anderen NATO-Partner, die Entscheidung auf die lange Bank. Diese Haltung, wie auch die begleitenden Demonstrationen auf der Straße, wurden mit dem Begriff „Hollanditis“ oder „Hollandse ziekte“ (Holländische Krankheit) ummantelt.

## Die Demonstration
1981 gab es bereits eine große Friedensdemonstration in Amsterdam. Es kamen bis zu 400.000 Menschen zusammen, organisiert vom Interkirchlichen Friedensrat.
Am 29. Oktober 1983 fanden auf dem Malieveld und im Zuiderpark in Den Haag erneut eine große Demonstrationen statt. Zusammen fand sich über eine halbe Million Menschen aller Altersgruppen ein. Damit war diese Demonstration bis heute die größte Protestveranstaltung in der Geschichte der Niederlande. Die Veranstaltung stand unter der Leitung der Organisation „Kruisraketten Nee“ (Marschflugkörper Nein). Die ersten Teilnehmer fanden sich bereits um sieben Uhr morgens ein. 3000 Busse und viele Züge brachten Menschen aus allen Teilen der Niederlande in die Stadt des niederländischen Regierungssitzes. Um 10 Uhr füllte sich der Ort merklich, um gegen Mittag seine größte Ansammlung zu erreichen. Trotz eines zur gleichen Zeit stattfindenden Lohnstreiks von Bahnbeamten und Polizisten wurden zusätzliche Züge eingesetzt. Dennoch erreichten die letzten Demonstranten Den Haag erst nach drei Uhr. Nach Angaben der Polizei verliefen die Demonstration und der Marsch entlang des Binnenhofs trotz ihrer Größe geordnet und friedlich. Es habe kaum Zwischenfälle gegeben, allerdings wurden 16 Gegendemonstranten, die die Demonstration stören wollten, festgenommen. Darunter auch einige Rechtsextremisten, die den Hitlergruß zeigten. Es liefen Soldaten in Uniform mit, wie auch Franziskanermönche mit Botschaften auf ihrer Kleidung; andere Teilnehmer trugen raketenförmige Kopfbedeckungen. Am Rande des Protestgeländes befanden sich die Stände von politischen Parteien, Gewerkschaften und anderen Gruppen, die sich dieser Aktion angeschlossen hatten. Unter anderem sprach Joop den Uyl (PvdA) zu der Menge. Viele Menschen konnten kaum etwas sehen, weil der Abstand zur eigens aufgebauten Bühne auf dem Malieveld zu groß war. Aber durch kleine Radios, die die einige Demonstranten bei sich trugen, wurde klar, dass auch Prinzessin Irene, die Schwester der amtierenden Königin Beatrix, auf der Bühne eine Zusprache hielt. Diese teilte ihre Besorgnis über die Aufstellung der Marschflugkörper und beklagte das Wettrüsten zwischen den Vereinigten Staaten und der Sowjetunion.

„We hebben wapens gemaakt waardoor we aan de rand van de afgrond staan. We kunnen geen fout meer maken, anders wordt de hele wereld vernietigd.“

„Wir haben Waffen geschaffen, die uns an den Rand des Abgrunds bringen. Wir dürfen keinen Fehler mehr machen, sonst wird die ganze Welt zerstört.“

Diese politische Rede durfte sie allerdings nur deshalb halten, weil sie nicht mehr der niederländischen Königsfamilie angehörte.

## Nachwirkungen der Demonstration
Der niederländische Ministerpräsident Ruud Lubbers zeigte sich zwar beeindruckt über diese größte Demonstration der Niederlande, betonte jedoch in einem Fernsehinterview, dass nicht die Größe einer Demonstration, sondern die Verhältnisse im Abgeordnetenhaus letztlich ausschlaggebend sein sollten.
Ein Jahr nach der Demonstration auf dem Malieveld wurden von den Organisatoren der Demonstration, „Kruisraketten Nee“, 3,75 Millionen Unterschriften gegen die Stationierung der Raketen gesammelt und an Ministerpräsident Ruud Lubbers überreicht. Als Lubbers eine Rede an die Übergebenden richten wollte, drehten sie ihm den Rücken zu.
Dennoch stimmte das Kabinett der Stationierung der Raketen zu, wenn auch mit einer zweijährigen Verzögerung. Die Niederlande würden Marschflugkörper aufstellen, wenn die Sowjetunion bis zum 1. November 1985 mehr als 378 SS-20-Atomraketen stationieren würde.
Dazu sollte es nicht mehr kommen, da am 8. Dezember 1987 in Washington der INF-Vertrag von Michail Gorbatschow und Ronald Reagan unterzeichnet wurde, in dessen Folge es zu keiner Stationierung neuer Raketen in Europa mehr kam.
2003 wurde offiziell bekannt, dass in den Niederlanden bereits seit den 1960er Jahren Atomwaffen auf dem Militärflugplatz Volkel stationiert sind. Es soll sich um 22 frei fallende Wasserstoffbomben des Typs B61 handeln.
Die niederländische Musikband Klein Orkest (1979–1985) brachte im Nachklang der Friedensdemonstrationen und der Hollanditis im November 1983 das Lied Over de Muur (Über die Mauer) heraus, das von einem geteilten Berlin im Kalten Krieg handelt. Jedoch wurde die Single erst im Juni des darauf folgenden Jahres zu einem großen und nachwirkenden Erfolg.